# Oberstadt
Oberstadt település Németországban, azon belül Türingiában. Lakosainak száma 319 fő (2023. december 31.). Oberstadt Marisfeld, Themar, Grub és Schmeheim községekkel határos.

## Népesség
A település népességének változása:
| Lakosok száma | 359  | 342  | 342  | 331  | 329  | 319  |
|               | 2014 | 2017 | 2019 | 2021 | 2022 | 2023 |